# Noufissa Chbihi
Noufissa Chbihi, née le 21 juin 1990 à Meknès, est une nageuse marocaine.

## Carrière
Noufissa Chbihi est médaillée d'argent du 5 km de nage en eau libre aux Championnats d'Afrique de natation 2004 à Casablanca.
Elle est médaillée d'argent du relais 4 x 100 mètres quatre nages aux Championnats d'Afrique de natation 2010 à Casablanca et aux Jeux panarabes de 2011 à Doha.